# San Carlos (Negros Occidental)
San Carlos is een stad in de Filipijnse provincie Negros Occidental. Bij de laatste census in 2007 had de stad bijna 130 duizend inwoners.

## Geografie

### Bestuurlijke indeling
San Carlos is onderverdeeld in de volgende 18 barangays:
| - Bagonbon - Barangay I - Barangay II - Barangay III - Barangay IV - Barangay V - Barangay VI - Buluangan - Codcod | - Ermita - Guadalupe - Nataban - Palampas - Prosperidad - Punao - Quezon - Rizal - San Juan |

## Demografie
San Carlos had bij de census van 2007 een inwoneraantal van 129.809 mensen. Dit zijn 11.550 mensen (9,8%) meer dan bij de vorige census van 2000. De gemiddelde jaarlijkse groei komt daarmee uit op 1,29%, hetgeen lager is dan het landelijk jaarlijks gemiddelde over deze periode (2,04%). Vergeleken met de census van 1995 is het aantal mensen met 28.380 (28,0%) toegenomen.
Bacolod · Bago · Binalbagan · Cadiz · Calatrava · Candoni · Cauayan · Enrique B. Magalona · Escalante · Himamaylan · Hinigaran · Hinoba-an · Ilog · Isabela · Kabankalan · La Carlota · La Castellana · Manapla · Moises Padilla · Murcia · Pontevedra · Pulupandan · Sagay · Salvador Benedicto · San Carlos · San Enrique · Silay · Sipalay · Talisay · Toboso · Valladolid · Victorias